# Magnus Blomgren
Karl Magnus Blomgren, född 3 november 1966 i Söderhamns församling, Gävleborgs län, är en svensk statsvetare som är verksam som universitetslektor och docent vid Umeå universitet.
Blomgren disputerade 2003 på avhandlingen Cross-pressure and political representation in Europe: a comparative study of MEP's and the intra-party arena, en komparativ studie som omfattar tre partier i vardera Sverige, Holland och Irland.
Blomgren har forskat om representativ demokrati, och var tillsammans med Torbjörn Bergman redaktör för boken "EU och Sverige – ett sammanlänkat statsskick" (2005). 
Blomgren var 1989–1993 förbundsordförande för Kommunistisk Ungdom/Ung Vänster.